# Campionati del mondo di atletica leggera 2005 - Salto in alto maschile
La gara di salto in alto maschile dei Campionati del mondo di atletica leggera di Helsinki 2005 si è disputata nelle giornate del 12 agosto (qualificazioni) e 14 agosto (finale).

## Podio
| Posizione | Atleta           | Paese   |
| --------- | ---------------- | ------- |
| Oro       | Yuriy Krymarenko | Ucraina |
| Argento   | Víctor Moya      | Cuba    |
| Bronzo    | Yaroslav Rybakov | Russia  |

## Risultati

### Qualificazioni
Qualificazione: 2,29 m (Q) oppure tra le migliori 12 prestazioni (q)
| Posizione | Gruppo | Nome                      | Nazione             | 2,15 | 2,20 | 2,24 | 2,27 | Misura (m) | Note |
| --------- | ------ | ------------------------- | ------------------- | ---- | ---- | ---- | ---- | ---------- | ---- |
| 1         | B      | Stefan Holm               | Svezia              | –    | o    | o    | o    | 2,27       | q    |
| 1         | B      | Víctor Moya               | Cuba                | o    | o    | o    | o    | 2,27       | q    |
| 3         | A      | Nicola Ciotti             | Italia              | o    | xo   | xxo  | o    | 2,27       | q    |
| 3         | A      | Dragutin Topić            | Serbia e Montenegro | o    | xxo  | xo   | o    | 2,27       | q    |
| 5         | A      | Jaroslav Bába             | Rep. Ceca           | –    | o    | o    | xo   | 2,27       | q    |
| 5         | A      | Vyacheslav Voronin        | Russia              | o    | o    | o    | xo   | 2,27       | q    |
| 7         | B      | Mark Boswell              | Canada              | o    | –    | xo   | xo   | 2,27       | q,   |
| 7         | B      | Kyriakos Iōannou          | Cipro               | o    | o    | xo   | xo   | 2,27       | q,   |
| 9         | A      | Andriy Sokolovskyy        | Ucraina             | o    | xxo  | o    | xo   | 2,27       | q    |
| 10        | A      | Matt Hemingway            | Stati Uniti         | –    | o    | xxo  | xxo  | 2,27       | q,   |
| 11        | B      | Yuriy Krymarenko          | Ucraina             | o    | xxo  | xo   | xxo  | 2,27       | q    |
| 12        | A      | Oskari Frösén             | Finlandia           | o    | o    | o    | xxx  | 2,24       | q    |
| 12        | B      | Yaroslav Rybakov          | Russia              | o    | o    | o    | xxx  | 2,24       | q    |
| 14        | A      | Ben Challenger            | Regno Unito         | –    | xo   | o    | xxx  | 2,24       |      |
| 15        | A      | Jesse Williams            | Stati Uniti         | o    | o    | xo   | xxx  | 2,24       |      |
| 16        | B      | Mickaël Hanany            | Francia             | o    | o    | xxo  | xxx  | 2,24       |      |
| 16        | B      | Andrea Bettinelli         | Italia              | o    | o    | xxo  | xxx  | 2,24       |      |
| 18        | A      | Grzegorz Sposób           | Polonia             | o    | o    | x–   |      | 2,20       |      |
| 18        | B      | Jacques Freitag           | Sudafrica           | o    | o    | xxx  |      | 2,20       |      |
| 18        | B      | Kyle Lancaster            | Stati Uniti         | o    | o    | xxx  |      | 2,20       |      |
| 21        | B      | Svatoslav Ton             | Rep. Ceca           | o    | xo   | xxx  |      | 2,20       |      |
| 22        | B      | Naoyuki Daigo             | Giappone            | o    | xxo  | xxx  |      | 2,20       |      |
| 23        | A      | László Boros              | Ungheria            | o    | xxx  |      |      | 2,15       |      |
| 23        | A      | Jean-Claude Rabbath       | Libano              | o    | xxx  |      |      | 2,15       |      |
| 23        | A      | Andrey Tereshin           | Russia              | o    | xxx  |      |      | 2,15       |      |
| 23        | A      | Manjula Kumara Wijesekara | Sri Lanka           | o    | xxx  |      |      | 2,15       |      |
| 27        | A      | Gennadiy Moroz            | Bielorussia         | xxo  | xxx  |      |      | 2,15       |      |
| –         | B      | Alessandro Talotti        | Italia              | xxx  |      |      |      | nm         |      |
| –         | B      | Ştefan Vasilache          | Romania             | xxx  |      |      |      | nm         |      |

### Finale
| Posizione | Nome               | Nazione             | 2,15 | 2,20 | 2,25 | 2,29 | 2,32 | Misura (m) | Note                                     |
| --------- | ------------------ | ------------------- | ---- | ---- | ---- | ---- | ---- | ---------- | ---------------------------------------- |
| 1         | Yuriy Krymarenko   | Ucraina             | o    | o    | xo   | o    | xxo  | 2,32       |                                          |
| 2         | Víctor Moya        | Cuba                | o    | o    | o    | o    | xxx  | 2,29       | Miglior prestazione personale            |
| 2         | Yaroslav Rybakov   | Russia              | –    | o    | o    | o    | xxx  | 2,29       |                                          |
| 4         | Mark Boswell       | Canada              | –    | o    | xo   | o    | xxx  | 2,29       | Miglior prestazione personale stagionale |
| 5         | Jaroslav Bába      | Rep. Ceca           | –    | o    | o    | xo   | xxx  | 2,29       |                                          |
| 6         | Nicola Ciotti      | Italia              | o    | o    | o    | xo   | xxx  | 2,29       |                                          |
| 7         | Stefan Holm        | Svezia              | –    | o    | xo   | xo   | xxx  | 2,29       |                                          |
| 8         | Vyacheslav Voronin | Russia              | –    | xo   | o    | xxo  | xxx  | 2,29       |                                          |
| 9         | Dragutin Topić     | Serbia e Montenegro | xo   | o    | o    | xxx  |      | 2,25       |                                          |
| 10        | Kyriakos Iōannou   | Cipro               | o    | o    | xo   | xxx  |      | 2,25       |                                          |
| 11        | Oskari Frösén      | Finlandia           | –    | xo   | xxx  |      |      | 2,20       |                                          |
| 11        | Matt Hemingway     | Stati Uniti         | –    | xo   | xxx  |      |      | 2,20       |                                          |
| 13        | Andriy Sokolovskyy | Ucraina             | –    | xxo  | –    | xxx  |      | 2,20       |                                          |